# Мандолина капитана Корелли (роман)
«Мандолина капитана Корелли» (англ. Captain Corelli's Mandolin) — военно-исторический роман британского писателя Луи де Берньера, изданный британским издательством Secker & Warburg в 1994 году. В США в том же году был выпущен издательством Pantheon под названием «Мандолина Корелли» (англ. Corelli's Mandolin). Сюжет разворачивается на греческом острове Кефалония во время итальянской и немецкой оккупации Второй мировой войны и объединяет исторические события с трогательной историей любви.
«Мандолина капитана Корелли» получила широкое признание и была адаптирована в одноимённый фильм в 2001 году, что ещё больше повысило популярность романа. В 2003 году роман по итогам опроса BBC занял 19-е место в списке 200 лучших романов.

## Сюжет
Главная героиня, молодая гречанка Пелагия, помолвлена с местным рыбаком Мандрасом. Однако война меняет их жизни, и на острове появляется капитан Антонио Корелли, итальянский офицер и музыкант. Сначала Пелагия относится к Корелли с неприязнью, но постепенно они сближаются, и между ними возникает глубокое чувство. Антонио — харизматичный, добрый и музыкально одарённый человек, который завоёвывает симпатию не только Пелагии, но и других жителей острова.
Роман мастерски передаёт атмосферу войны, показывая, как любовь и человечность могут выжить в самые трудные времена. Помимо главной любовной линии, книга затрагивает темы преданности, предательства, стойкости и утрат. В ней присутствует множество колоритных персонажей, и автор искусно переплетает их судьбы на фоне исторических событий.

## Награды
- 1995 — Commonwealth Writers Prize for Best Book[3]
- 2003 — 19-е место в списке 200 лучших романов по версии Би-би-си[4]

## Экранизации
В 2001 году была выпущена киноверсия «Мандолины капитана Корелли» с Николасом Кейджем в роли итальянского капитана Корелли, Джоном Хёртом в роли доктора Янниса и Пенелопой Крус в роли его дочери Пелагеи. В фильме режиссёра Джона Мэддена также снимались Кристиан Бэйл и Ирен Папас.